# Tulbaghia pretoriensis
Tulbaghia pretoriensis är en amaryllisväxtart som beskrevs av Vosa och Condy. Tulbaghia pretoriensis ingår i släktet Tulbaghia och familjen amaryllisväxter. Inga underarter finns listade i Catalogue of Life.